# Parque Shanghai

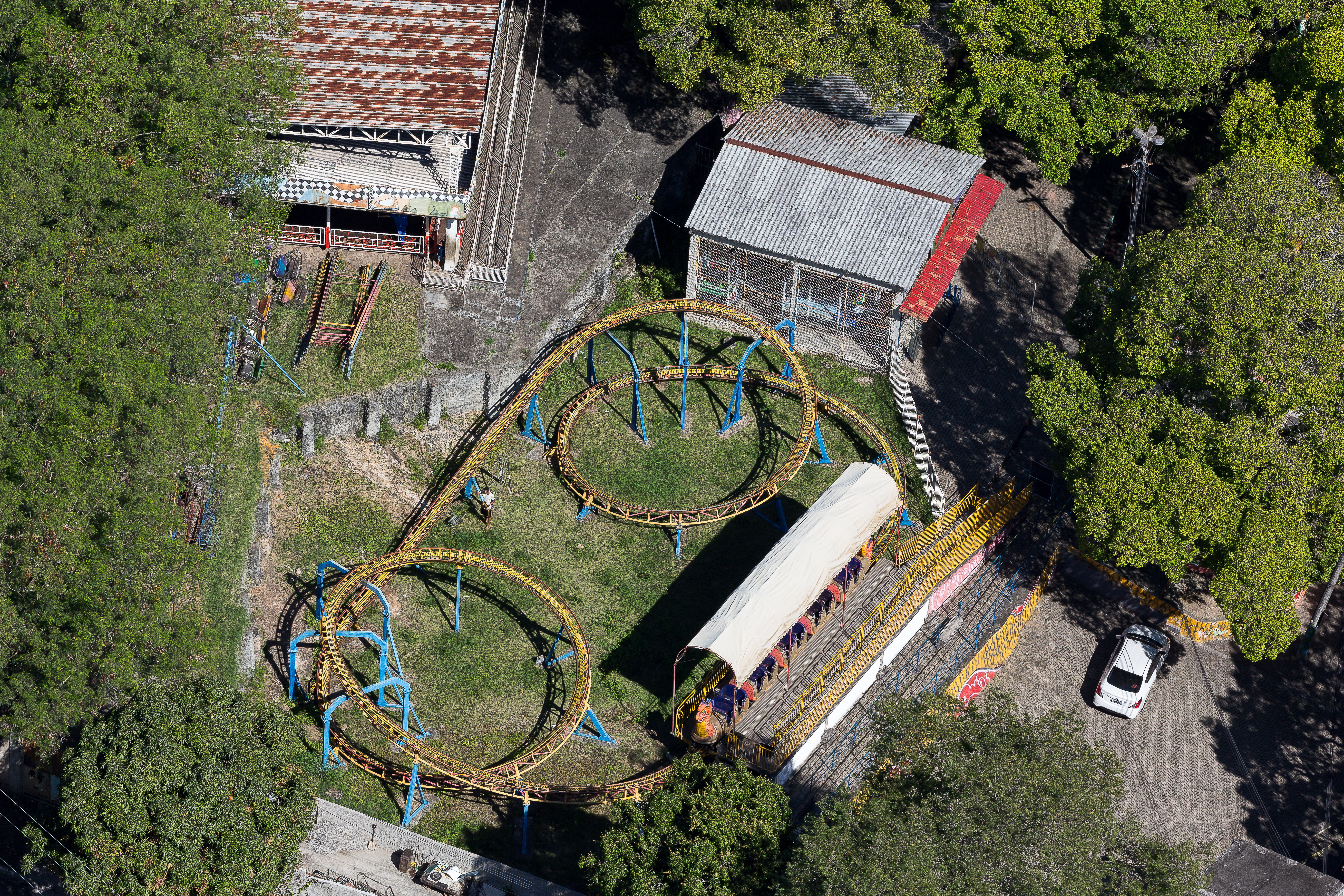
Vista aérea do Parque Shanghai.

O Parque Shanghai é um parque de diversões localizado no bairro da Penha, no município do Rio de Janeiro, no estado do Rio de Janeiro, no Brasil. Situa-se nas proximidades da Igreja de Nossa Senhora da Penha. O Shanghai oferece uma variedade de brinquedos tradicionais que incluem um dos carrouseis mais antigos em operação no mundo, duas montanhas-russas, o Enterprise (brinquedo que gira com inclinação de até 75°), trem-fantasma, autopista, chicote-americano, roda-gigante, entre outros.
O Parque Shangai já possuiu duas unidades fixas: uma na cidade de São Paulo, o Parque Shangai de São Paulo - que não mais existe -, e outra no Rio de Janeiro que está em atividade até os dias atuais. O proprietário Nelson Walle herdou do pai, Bernardo Walle, a administração do parque de diversões. O comando do parque é familiar, já que Nelson conta com a ajuda dos filhos Nelsinho, Bernardo e Matheus para administrar a empresa.

## Etimologia
"Shanghai" é uma referência à cidade de Xangai, na República Popular da China. A referência ao Extremo Oriente lembra o Parque Tívoli, em Copenhague, que foi um dos primeiros parques temáticos do mundo e que se caracteriza pelos prédios em estilo oriental. O Parque Shanghai ainda possui letreiro no estilo dos caracteres chineses, e brinquedos no formato do dragão, um dos principais símbolos da China.

## Histórico

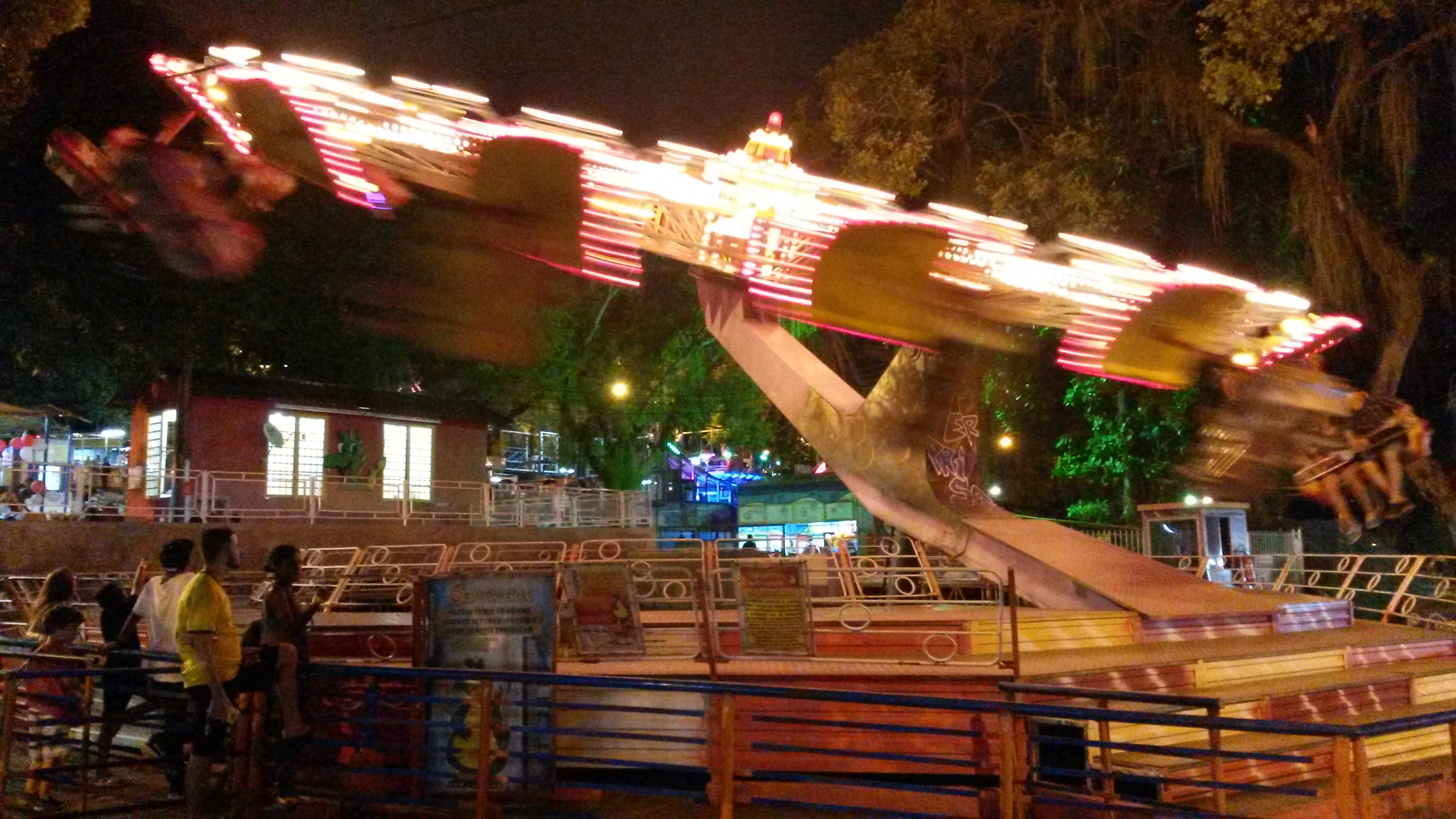
Brinquedo Enterprise, uma das estrelas do Parque Shanghai.

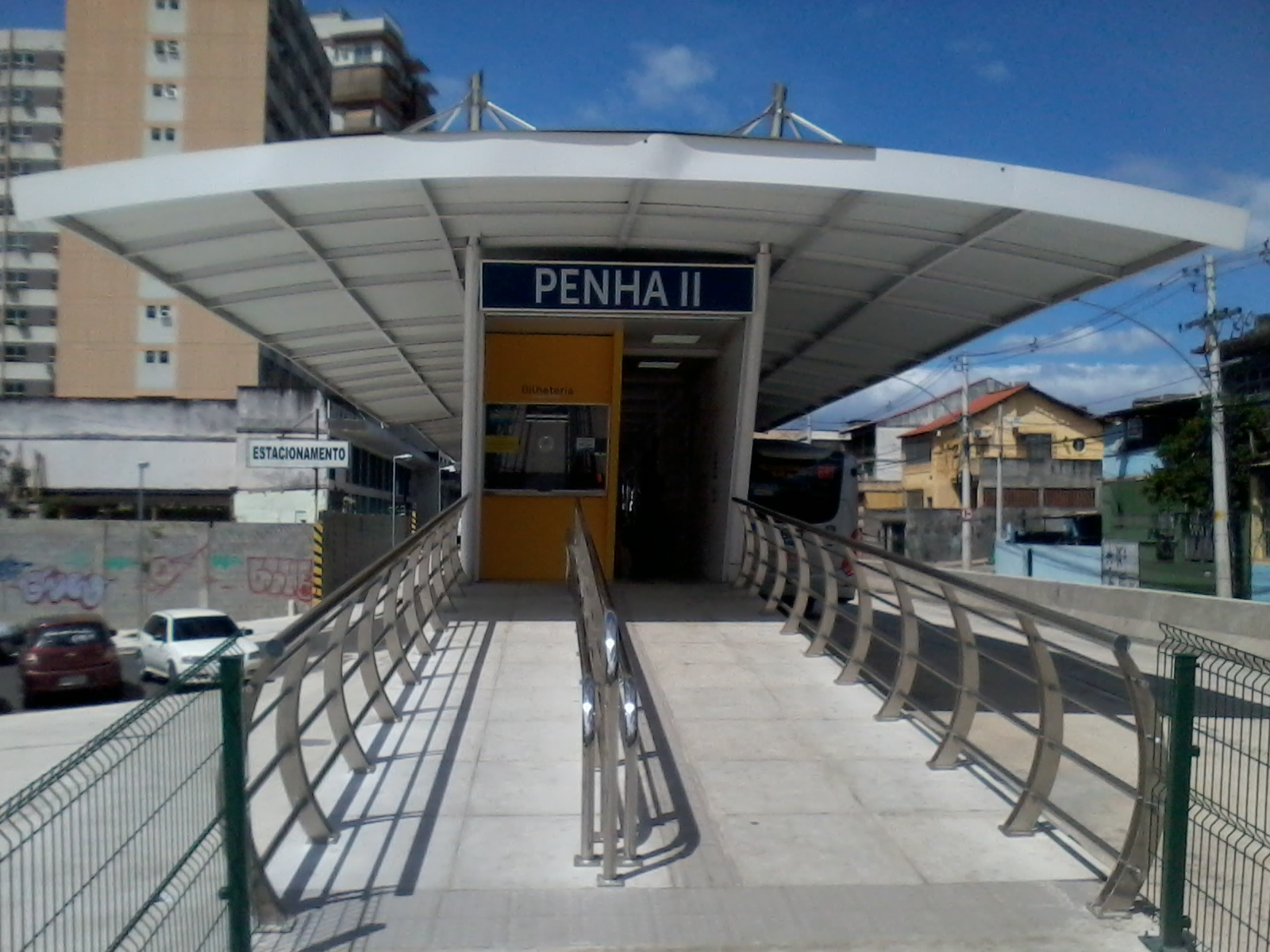
Estação Penha do BRT Transcarioca na porta do Parque

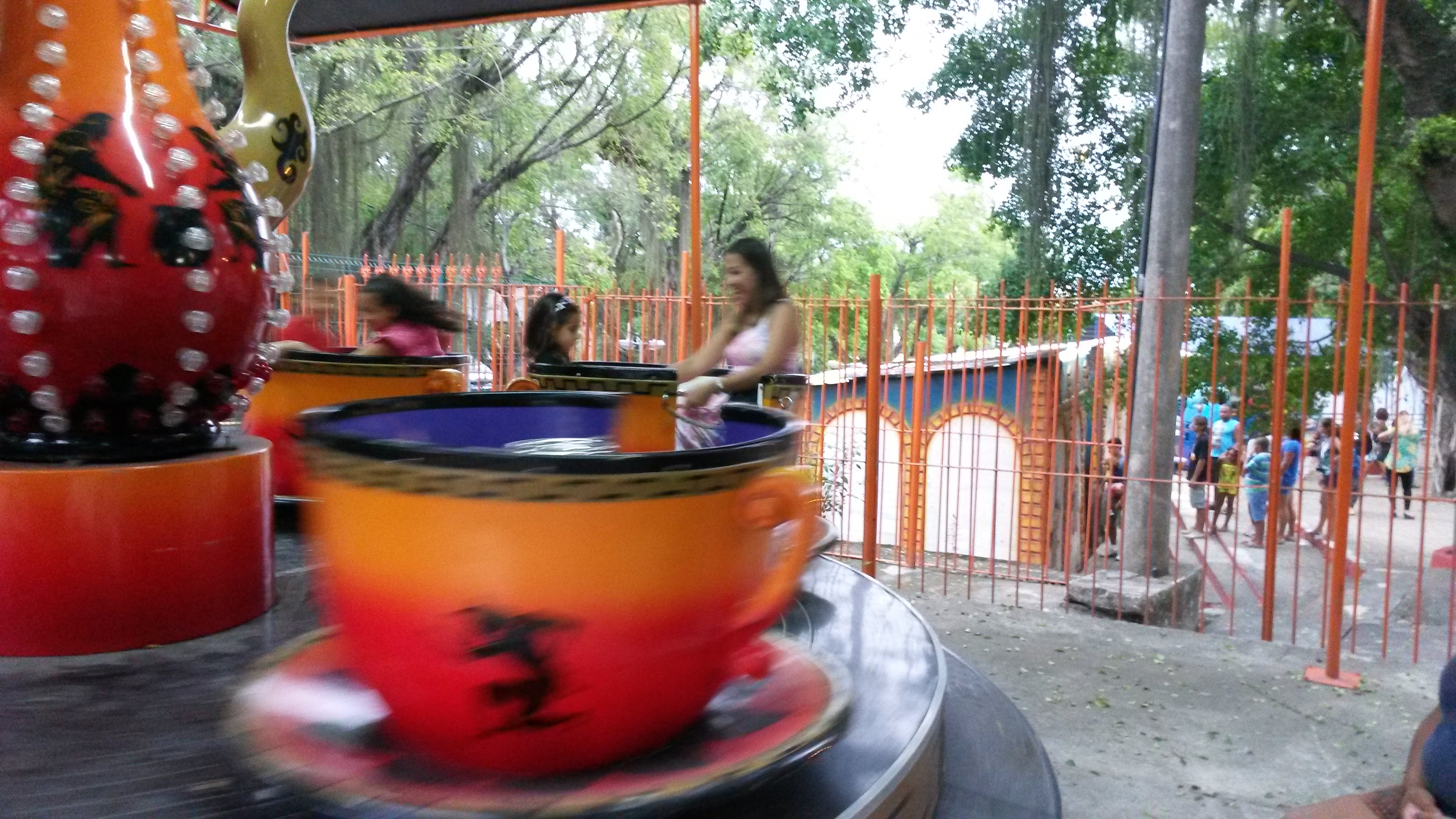
Parque de Diversões Shanghai. Brinquedos em área verde no coração do bairro da Penha.

Fundado por Bernardo Walle, em julho de 1919  (mas a empresa fundadora existe desde 1910) como um parque itinerante, o Shanghai é considerado um dos primeiros parques temáticos do Brasil.
Em 1934 a unidade carioca do parque Shanghai criou um lugar fixo para permanecer, ocupou por alguns anos o então chamado Aterro do Calabouço. Na década de 1940 o parque teve que daí se mudar por conta da construção do Aeroporto Santos Dumont que ocupou a própria área do parque e o seu entorno.
Por esta razão, o parque de diversões Shanghai mudou-se para a Quinta da Boa Vista, no bairro de São Cristóvão. Todavia, na década de 1960 durante o governo de Carlos Lacerda, após intensa campanha de alguns jornais, o parque foi despejado compulsoriamente deste local; após a saída do Shangai, foi montada no lugar uma exposição internacional financiada pela Aliança para o Progresso que surpreendia o público com as então novidades tecnológicas norte-americanas, como a televisão em cores , por exemplo.
Com esta nova mudança, em 1966, o Parque Shanghai ganhou um local definitivo; o local em que se encontra atualmente no bairro da Penha. Em 1968, o parque foi desativado por um curto período devido à construção de três viadutos naquela região do bairro, mas retornou posteriormente as atividades.
A sua melhor fase, ou os seus "anos dourados", ocorreu na década de 1950. O declínio da sua clientela ocorreu na década de 2000 por causa do aumento da violência na região, em função de o parque estar localizado entre os complexos de favelas do Alemão e Penha. A partir de 2012, com a implantação das unidades de polícia pacificadora na região e a consequente diminuição da violência na região, houve o retorno em massa dos frequentadores, muitos deles turistas que visitam a cidade.

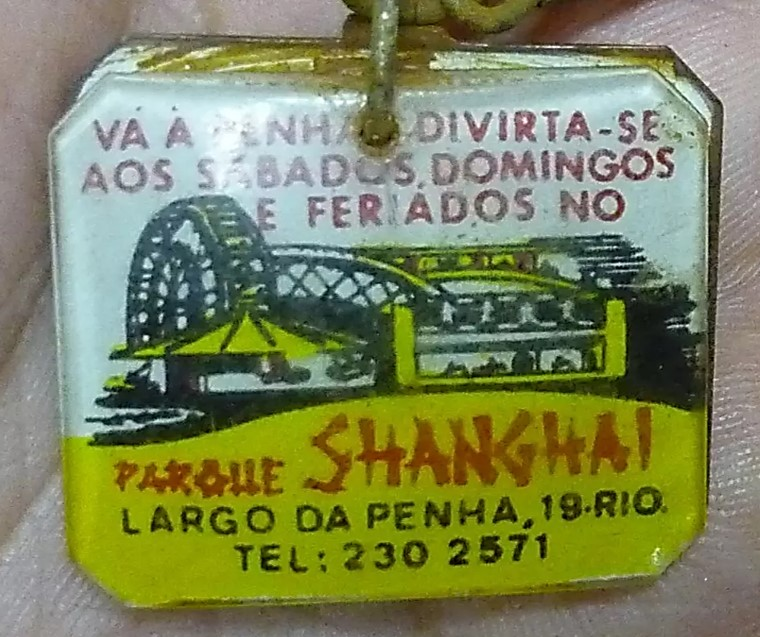
Antigo chaveiro do Parque Shanghai

Em 2014, após a inauguração do BRT Transcarioca, o parque passou a contar com mais esta opção de transporte às suas portas com a Estação Penha 2, conectando através da integração com o Metro RIo na Estação Vicente de Carvalho e da Integração com o Ramal Gramacho / Saracuruna na Estação Olaria com outras regiões do Rio de Janeiro.

## Influência na cultura popular
O compositor Hamilton Sbarra, em parceria com Getúlio Macedo, compôs as letras das músicas "Roda gigante", "Trem fantasma", "Carrosel", "Bicho da seda", "Auto pista" e "Montanha russa" gravadas no LP "Carequinha no Parque Shangai" lançado com grande sucesso em 1961 pelo palhaço Carequinha num trabalho voltado para o público infantil tendo acompanhamento do Coral Infantil de Irany de Oliveira, com orquestração do maestro Pachequinho.

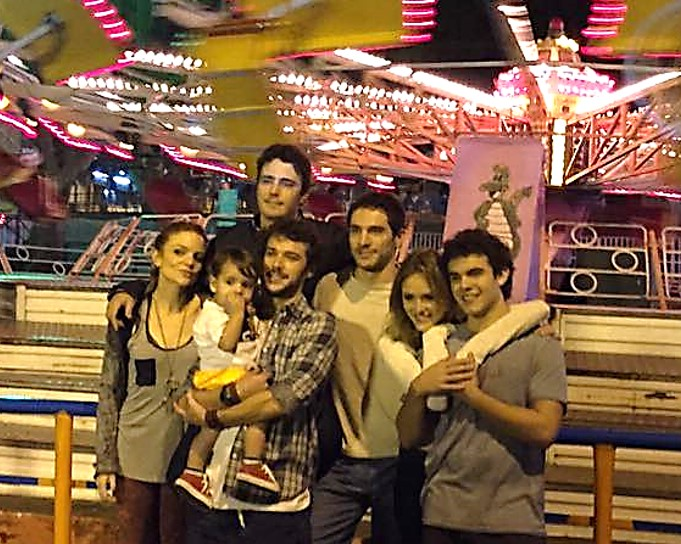
Atores da novela Sete Vidas da Tv Globo no Parque Shanghai durante gravações; tendo ao fundo o Draco - Dragão verde que é o mascote-símbolo do parque. Na foto os atores Jayme Matarazzo, Maria Eduarda de Carvalho, Isabelle Drummond, Thiago Rodrigues, Ghuilherme Lobo e Michel Noher.

O parque já foi usado como cenário de diferentes produções televisivas da Rede Globo, como as telenovelas Malhação (Sonhos - 22ª temporada, 2014), Flor do Caribe, Amor à Vida, Sete  Vidas; e também o humorístico Tá no Ar: a TV na TV.